# Kapaklı
Kapaklı ist eine Stadtgemeinde (Belediye) im gleichnamigen Ilçe (Landkreis) der Provinz Tekirdağ und zugleich eine Gemeinde der 2012 geschaffenen Büyüksehir belediyesi Tekirdağ  (Großstadtgemeinde/Metropolprovinz) im europäischen Teil der Türkei. Seit der Gebietsreform 2013 ist die Gemeinde flächen- und einwohnermäßig identisch mit dem Landkreis.
Der Landkreis liegt im Osten der Provinz. Er grenzt im Osten an die Provinz Istanbul, im Süden an Çerkezköy, im Westen an Ergene und im Norden an Saray. Eine Landstraße verbindet Kapaklı mit Saray im Norden und Çerkezköy im Süden. Im Norden des Kreises fließt der Ergene Nehri durch den Kreis, der weiter westlich an der Grenze zu Griechenland in den Meriç Nehri mündet. Der Landkreis ist weitgehend flach ohne nennenswerte Erhebungen.
Die im Stadtlogo enthaltene Jahreszahl (1986) weist auf das Jahr der Erhebung zur Stadtgemeinde (Belediye) hin.
Durch das Gesetz Nr. 6360 wurde der Kreis 2012 aus dem nördlichen Teil des Landkreises Çerkezköy abgespalten. Die fünf Dörfer und die beiden Belediye Karaağaç und Kapaklı wurden im Zuge der Verwaltungsreform in Mahalle (Stadtviertel/Ortsteile) überführt, denen ein Muhtar als oberster Beamter vorstand und noch vorsteht.
Ende 2020 lebten durchschnittlich 8.900 Menschen in jedem der 14 Mahalle, 32.886 im Cumhuriyet Mahalle.